# SharpTone Records/Diskografie
Diese Diskografie führt sämtliche Veröffentlichungen der 2016 gegründeten US-amerikanischen Plattenfirma SharpTone Records auf. Bei SharpTone Records handelt es sich um ein Tochterunternehmen des deutschen Unternehmens Nuclear Blast.
Der Albumkatalag besteht derzeit aus 16 Studioalben und einer EP. Das erste Album, das über dieses Label veröffentlicht wurde und eine Chartplatzierung in einer der offiziellen Albumcharts erreichen konnte, war das 2016 veröffentlichte Chaos der US-amerikanischen Metalcore-Band Attila. Das Album Look at Yourself der Deathcore-Band Emmure stellt das erste Album der Band dar, das internationale Charteinträge erreichen konnte. Weitere Alben mit Chartnotierungen sind You Are We von While She Sleeps und Cold Like War von We Came as Romans. Bislang konnte kein Werk, das über SharpTone veröffentlicht wurde, eine Auszeichnung für Musikverkäufe erlangen.

## Alben

### Studioalben
| Jahr | Titel Musiklabel                      | Höchstplatzierung, Gesamtwochen, AuszeichnungChartplatzierungen (Jahr, Titel, Musiklabel, Platzierungen, Wochen, Auszeichnungen, Anmerkungen) | Höchstplatzierung, Gesamtwochen, AuszeichnungChartplatzierungen (Jahr, Titel, Musiklabel, Platzierungen, Wochen, Auszeichnungen, Anmerkungen) | Höchstplatzierung, Gesamtwochen, AuszeichnungChartplatzierungen (Jahr, Titel, Musiklabel, Platzierungen, Wochen, Auszeichnungen, Anmerkungen) | Höchstplatzierung, Gesamtwochen, AuszeichnungChartplatzierungen (Jahr, Titel, Musiklabel, Platzierungen, Wochen, Auszeichnungen, Anmerkungen) | Höchstplatzierung, Gesamtwochen, AuszeichnungChartplatzierungen (Jahr, Titel, Musiklabel, Platzierungen, Wochen, Auszeichnungen, Anmerkungen) | Anmerkungen                             |
| Jahr | Titel Musiklabel                      | US | UK | DE | AT | CH | Anmerkungen                             |
| ---- | ------------------------------------- | --- | --- | --- | --- | --- | --------------------------------------- |
| 2016 | Chaos Attila                          | US30 (1 Wo.)US | — | — | — | — | Erstveröffentlichung: 4. November 2016  |
| 2016 | Automatic Don Broco                   | — | UK6 a (1 Wo.)UK | DE— aDE | AT— aAT | CH— aCH | Erstveröffentlichung: 11. November 2016 |
| 2016 | WHYDFML badXchannels                  | — | — | — | — | — | Erstveröffentlichung: 18. November 2016 |
| 2017 | Look at Yourself Emmure               | US71 (1 Wo.)US | — | DE59 (1 Wo.)DE | AT61 (1 Wo.)AT | CH66 (1 Wo.)CH | Erstveröffentlichung: 3. März 2017      |
| 2017 | This Is Goodbye Imminence             | — | UK– bUK | DE— bDE | AT— bAT | CH— bCH | Erstveröffentlichung: 31. März 2017     |
| 2017 | The Cold Sun LOATHE                   | — | — | — | — | — | Erstveröffentlichung: 14. April 2017    |
| 2017 | You Are We While She Sleeps           | — | UK8 c (1 Wo.)UK | DE15 c (2 Wo.)DE | AT16 c (1 Wo.)AT | CH31 c (1 Wo.)CH | Erstveröffentlichung: 21. April 2017    |
| 2017 | Shadows Inside Miss May I             | US176 (1 Wo.)US | — | — | — | — | Erstveröffentlichung: 2. Juni 2017      |
| 2017 | The Place I Feel Safest Currents      | — | — | — | — | — | Erstveröffentlichung: 16. Juni 2017     |
| 2017 | Widowmaker                            | — | — | — | — | — | Erstveröffentlichung: 7. Juli 2017      |
| 2017 | Phoenix Alazka                        | — | UK– bUK | DE— bDE | AT— bAT | CH— bCH | Erstveröffentlichung: 1. September 2017 |
| 2017 | Works of Progress Across the Atlantic | — | — | — | — | — | Erstveröffentlichung: 1. September 2017 |
| 2017 | Noir Novelists                        | — | UK– bUK | DE— bDE | AT— bAT | CH— bCH | Erstveröffentlichung: 8. September 2017 |
| 2017 | World War Me                          | — | — | — | — | — | Erstveröffentlichung: 6. Oktober 2017   |
| 2017 | Cold Like War We Came as Romans       | US61 (1 Wo.)US | — | — | — | CH64 (1 Wo.)CH | Erstveröffentlichung: 20. Oktober 2017  |
| 2017 | The Mortal Coil Polaris               | — | — | — | — | — | Erstveröffentlichung: 3. November 2017  |
| 2018 | Technology Don Broco                  | — | UK5 (3 Wo.)UK | — | — | — | Erstveröffentlichung: 2. Februar 2018   |
| 2018 | Presevere Sink the Ship               | — | — | — | — | — | Erstveröffentlichung: 27. April 2018    |
| 2018 | Love Will Kill All Bleeding Through   | — | — | — | — | — | Erstveröffentlichung: 25. Mai 2018      |
| 2018 | Aspire VENUES                         | — | UK– bUK | DE— bDE | AT— bAT | CH— bCH | Erstveröffentlichung: 27. Juli 2018     |

### EPs
| Jahr | Titel Musiklabel                       | Höchstplatzierung, Gesamtwochen, AuszeichnungChartplatzierungen (Jahr, Titel, Musiklabel, Platzierungen, Wochen, Auszeichnungen, Anmerkungen) | Höchstplatzierung, Gesamtwochen, AuszeichnungChartplatzierungen (Jahr, Titel, Musiklabel, Platzierungen, Wochen, Auszeichnungen, Anmerkungen) | Höchstplatzierung, Gesamtwochen, AuszeichnungChartplatzierungen (Jahr, Titel, Musiklabel, Platzierungen, Wochen, Auszeichnungen, Anmerkungen) | Höchstplatzierung, Gesamtwochen, AuszeichnungChartplatzierungen (Jahr, Titel, Musiklabel, Platzierungen, Wochen, Auszeichnungen, Anmerkungen) | Höchstplatzierung, Gesamtwochen, AuszeichnungChartplatzierungen (Jahr, Titel, Musiklabel, Platzierungen, Wochen, Auszeichnungen, Anmerkungen) | Anmerkungen                                     |
| Jahr | Titel Musiklabel                       | US | UK | DE | AT | CH | Anmerkungen                                     |
| ---- | -------------------------------------- | --- | --- | --- | --- | --- | ----------------------------------------------- |
| 2016 | Prepare Consume Proceed LOATHE         | — | — | — | — | — | Erstveröffentlichung: 8. Juli 2016              |
| 2018 | This Is as One LOATHE, Holding Absence | — | — | — | — | — | Erstveröffentlichung: 16. Februar 2018 Split-EP |